# ملا عمر
محمّد عُمر معروف به مُلّا عمر (زاده: ۱۳۳۹ در روستای چاه‌همت ولسوالی خاکریز، ولایت قندهار - درگذشتهٔ: ۴ ثور/اردیبهشت ۱۳۹۲) رهبر گروه طالبان بود که از سال ۱۹۹۶ تا اواخر سال ۲۰۰۱ حکومت را در افغانستان در اختیار داشت. وی به‌عنوان رهبر امارت  اسلامی افغانستان شناخته می‌شد و از سال ۱۹۹۶ تا سال ۲۰۰۱ زمامدار افغانستان بود.
حمله ائتلاف بین‌المللی به رهبری ناتو در سال ۲۰۰۱ به افغانستان برای نابودی القاعده به دلیل حمله ۱۱ سپتامبر موجب سقوط حکومت تحت رهبری او شد. ملا عمر پس از آن در اختفا به رهبری گروه تروریستی طالبان ادامه داد. دولت آمریکا ۱۰ میلیون دلار پاداش برای دستگیری او گذاشته بود. نام او در لیست ده رهبر خطرناک‌ترین گروه‌های تروریستی وجود داشت.

## زندگی
محمّد عمر در ۱۳۳۹ خورشیدی (۱۹۶۰ میلادی) در جنوب افغانستان و در روستایی به نام چاه‌همت در ولسوالی خاکریز ولایت قندهار به دنیا آمد و با این حساب آن طور که طالبان می‌گوید در سن ۵۵ سالگی درگذشته است. هرچند گزارش‌های دیگر حاکی است که او در زمان مرگ ۵۲ یا ۵۳ سال داشت. در اوایل جهاد افغانستان علیه شوروی، ملاعمر به عنوان یک سرباز پیاده و عادیِ مجاهدین، دو هفته به پاکستان سفر کرد. گفته می‌شود در جریان یکی از جنگ‌ها یک چشم ملاعمر بر اثر برخورد ترکش زخمی شد و به شدت آسیب دید و وی بدون استفاده از مواد بیهوش کننده و ضد عفونی کننده، به وسیله چاقو این چشمش را درآورد و پلک‌هایش را به هم دوخت. پس از عقب‌نشینی ارتش شوروی از افغانستان، بین سال‌های ۱۹۸۹ تا ۱۹۹۴ ملاعمر امام مسجدِ یک روستا در یک شهرستان/ولسوالی در غرب قندهار شد. در اکتبر ۱۹۹۴ ملاعمر، امیر طالبان شد. در ۱۹۹۶ اجلاس بزرگی که شورا خوانده می‌شد و متشکل از ۱۵۰۰ طالب دینی بود در قندهار برگزار شد و به ملا عمر لقب «امیرالمؤمنین» اعطا کرد. تا این زمان، طالبان تقریباً ۹۰ درصد خاک افغانستان را اشغال کرده بود. در پی حملات ارتش آمریکا و همزمان نیروهای پیمان اتلانتیک شمالی (ناتو) در اکتبر ۲۰۰۱، حکومت تحت رهبری ملا عمر پس از مقاومت کوتاهی سقوط کرد.

## مرگ
پس از سقوط رژیم طالبان در سال ۲۰۰۱ میلادی، وی هیچ‌گاه در انظار عمومی ظاهر نشد تا سرانجام خبر مرگش منتشر شد.

انتشار خبر در توییتر ذبیح‌الله مجاهد سخنگوی گروه طالبان

در تاریخ چهارشنبه ۷ مُرداد/اسد ۱۳۹۴ (۲۹ ژوئیه ۲۰۱۵ میلادی) اداره امنیت ملی افغانستان مرگ ملا عمر، رهبر گروه طالبان را تأیید کرد. در بیانیه رسمی که از دفتر اشرف غنی، رئیس‌جمهوری پیشین افغانستان منتشر شده آمده است که ملا عمر در آوریل ۲۰۱۳ میلادی در بیمارستانی در شهر کراچی درگذشته است. سخنگوی طالبان نیز مرگ وی را تأیید کرد و ملا اختر محمد منصور، فرد شماره دو این گروه، بعنوان رهبر جدید آن انتخاب شد. این تصمیم در جلسه چهارشنبه شب شورای طالبان گرفته شده است. اما بستگان ملا عمر، از جمله پسر و برادر او، رهبری منصور را رد کردند و خواهان انتخابات جدید شدند.
دولت افغانستان برگزاری مراسم یادبود برای ملا عمر را ممنوع ساخت و گفت این عمل، موجب رنجش و تحقیر هزاران قربانی طالبان خواهد شد.
طالبان در مراسم برای بزرگداشت نهمین سالگرد مرگ مُلّا عمر در کابل، گفت که مرگ او بر اثر ابتلا به بیماری سل بوده است.

ملا عمر با مصدومیت از ناحیه چشم